# سی‌ایکس‌او جی۱۶۴۷۱۰٫۲–۴۵۵۲۱۶
سی‌ایکس‌او جی۱۶۴۷۱۰.۲-۴۵۵۲۱۶ یک ستاره است که در صورت فلکی آتشدان قرار دارد.